# Косенково (Псковская область)
Косенково — деревня в Невельском районе Псковской области России. Входит в состав Артёмовской волости. 

## География
Деревня расположена между озёрами Ордово и Езерище, в 21 километре к югу от районного центра, города Невель, и в 3 км к западу от бывшего волостного центра, деревни Лобок.

## Население
| 2001 | 2002 | 2010 |
| ---- | ---- | ---- |
| 58   | ↘56  | ↘48  |

Численность населения деревни по оценке на начало 2001 года составляла 58 жителей.

## История
С января 1995 до апреля 2015 года деревня входила в состав ныне упразднённой Лобковской волости.